# Slavko Zimšek
Slavko Zimšek, slovenski violinist, * 2. marec 1928, Maribor, † 13. december 2014.
Zimšek je študiral violino v razredu Leona Pfeiferja na Akademiji za glasbo v Ljubljani, izpopolnjeval se je pri Brunu Lenzu v Münchnu, Eduardu Melkusu na Dunaju ter pri Tiborju Vargi v Sionu. Med letoma 1958 in 1991 je bil koncertni mojster Simfoničnega orkestra RTV Slovenija, kot solist ali koncertni mojster pa je sodeloval še z mnogimi glasbenimi skupinami. Zimšek je deloval tudi kot pedagog na Srednji glasbeni in baletni šoli v Ljubljani ter na Akademiji za glasbo v Ljubljani. Za svoje delo je prejel red republike z bronastim vencem, Škerjančevo in Betettovo nagrado.